# Manierismo de Amberes

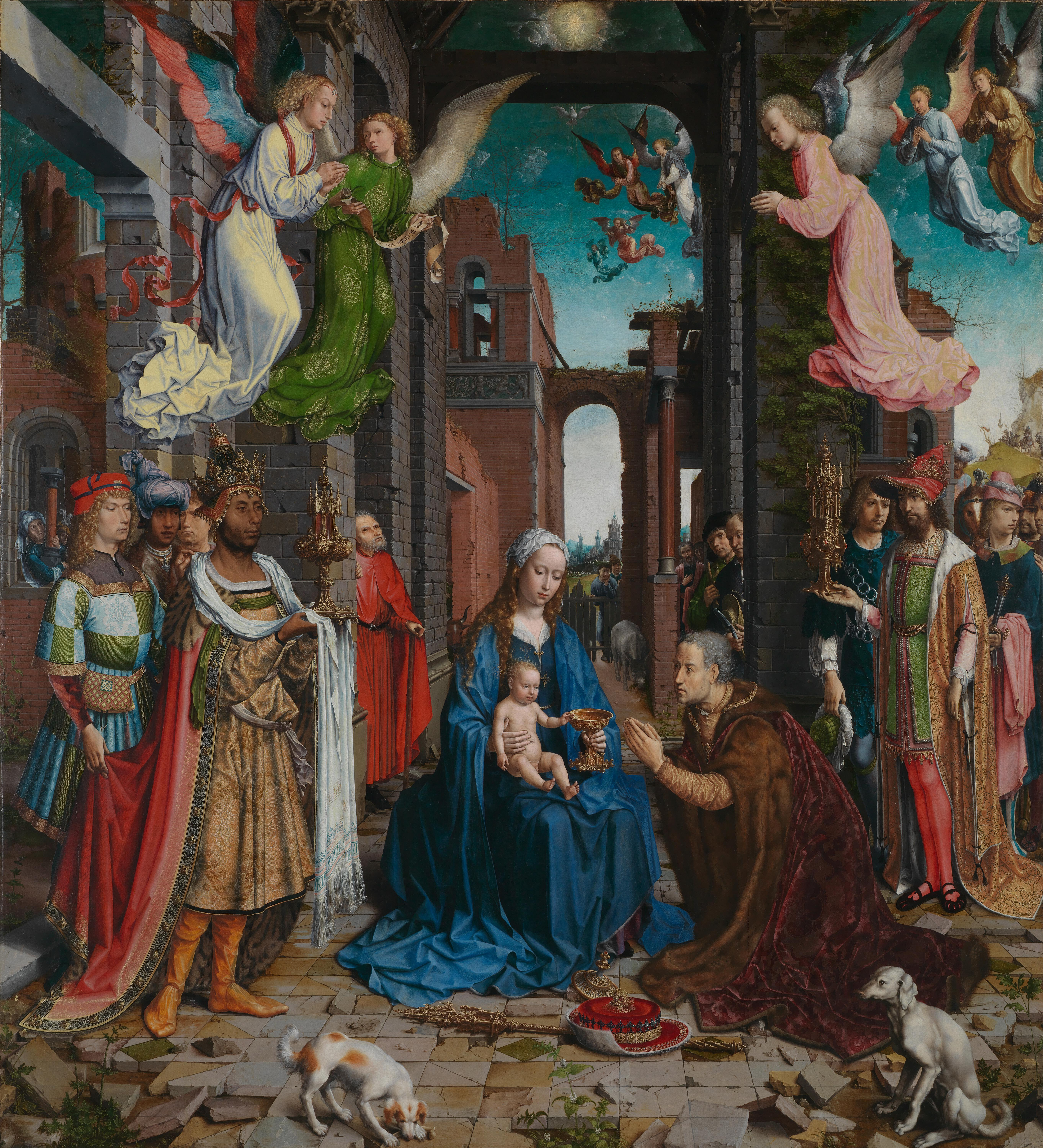
Adoración de los Reyes Magos por Jan Gossaert, National Gallery de Londres.

El manierismo de Amberes es el nombre que se da al estilo de un amplio grupo de pintores, en gran medida anónimos, de Amberes a comienzos del siglo XVI. El estilo no tenía relación directa con el Renacimiento o el Manierismo italiano, pero el nombre sugiere una peculiaridad que era una reacción al estilo «clásico» de los pintores flamencos primitivos. Aunque se han hecho intentos de identificar artistas individuales, la mayor parte de las pinturas siguen atribuyéndose a maestros anónimos. Son características del manierismo de Amberes obras atribuidas a Jan de Beer y Jan Wellens de Cock, la del Maestro de 1518 (posiblemente Jan Mertens van Dornicke o Jan van Dornicke), así como las del Pseudo-Blesius y algunas pinturas tempranas de Jan Gossaert y Adriaen Isenbrandt. Las pinturas combinan estilos neerlandés primitivo y del Renacimiento nórdico, e incorporan tanto tradiciones flamencas como italianas en las mismas composiciones. Entre quienes practican el estilo frecuentemente pintaban temas como la Adoración de los Magos y la Natividad, ambos generalmente representados como escenas nocturnas, pobladas de figuras e iluminadas de manera dramática. Las escenas de Adoración eran especialmente populares entre los manieristas de Amberes, quienes se deleitaban en los estampados de las elaboradas ropas que lucen los Magos y la ornamentación de las ruinas arquitectónicas en las que se ambienta la escena. 
La siguiente ola de influencia de la pintura italiana vino con el romanismo, como se ve en las obras posteriores de Gossaert. 

## En arquitectura
Aunque ello puede inducir a error, se habla también de Manierismo de Amberes para describir el estilo de arquitectura vagamente manierista, desarrollado en Amberes alrededor del año 1540, que influía entonces a toda la Europa Septentrional, por ejemplo en la Arquitectura isabelina.